# Јован Шевић
Јован Шевић (рус. Иван Георгиевич Шевич; 1699–1764?) је био српски официр који је половином 18. века предводио сеобу Срба из Аустрије, у Русију. Руси уместо имена Јован, користе облик Иван.

## Породица
Рођен је у српској племићкој породици која је у првој половини 16. века емигрирала из окупиране Србије на територије српских деспота у Мађарској. Шевићев деда звао се Радослав, а отац Георгије (Ђурка) Шевић, који је био оберкапетан у Српској милицији на Поморишкој војној граници (код Арада). Георгије је наследио Јована Текелију у првој половини 18. века. Његов син је у то време био оберкапетан Чанада.
У служби Аустрије стигао је Јован Шевић до чина потпуковника у Војној крајини, вршио дужност заповедника Поморишке границе. Незадовољан третманом у Аустрији, 1750. године је први од виших официра напустио војску, добио тешком муком након проблема са царском влашћу и судом, одобрење и иселио се као цивил у Русију. Тада се изродио његов сукоб са Јованом Хорватом, који је радио против њега. Довео је затим истомишљенике Србе, бивше граничаре; међу њима неколико млађих официра (укључујући и младог Симеона Пишчевића), потоњег руског мајора и књижевника. Населио је добијену слабо настањену област од Бахмута до Луганска, названу Славеносрбија. Чим је добио указ од руског Сената 24. октобра 1752. године (када је стигао), добио је чин генерал-мајора руске војске. Десет година касније, 12. августа 1764. године, пред пензионисање стиче чин генерала лајтанта.
Имао је Јован 1754. године два сина у руској војсци: подпуковника Јована (Ивана) и премијер-мајора Петра. Крајем 18. и почетком 19. века многи Шевићеви потомци постали су успешни официри у руској армији. Шевићев син Петар био је поручник у Моришкој бригади пре миграције у Русију. Тамо је стигао до чина потпуковника. Други Шевићев син, Јован (Иван), био је пуковник, а син Георгије је био генерал. Георгијев син Иван Шевић постао је руски генерал-потпуковник. Учествовао је у свим ратовима Русије крајем 18. и почетком 19. века. Награђен је 1812. године за заслуге у Бородинској бици током Наполеонове инвазије на Русију. Нарочито се истакао као командант гардијских хусара у бици код Лајпцига 1813. против Француза. Од тада му се губи сваки траг; наводно су га убили војници из непосредног окружења.
Шевићева ћерка била је удата за официра Стевана Петровића, који се из Подгорице такође преселио у Славеносрбију.

## Каријера
Јован Шевић се супротстављао развојачењу Поморишке војне крајине. Када је постало јасно да ће Поморишка и Потиска крајина бити распуштене, одлучио је да емигрира у Русију. Био један од првих високих официра који је новембра 1750. године напустио Хабзбуршку монархију и прешао у Русију, чиме је покренут талас миграција. Затражио је од аустријских власти пасош за прелазак границе. Власти су га ухапсиле, али су на крају изгубили случај због недостатка доказа. Дана 19. октобра 1751. године издат му је пасош, али није отпутовао у Русију одмах након што га је примио. Постепено је продао сву своју имовину и тајно убеђивао друге официре да му се придруже. Како би спречила миграције, Марија Терезија је 19. јуна 1752. године издала посебну уредбу. Одређене су казне за оне који врбују Србе да емигрирају у Русију. Руска царица Јелисавета је Шевићу обећала чин генерала са правом да именује себи потчињене официре који би му се придружили у емиграцији. Септембра 1752. године, годину дана након што је добио пасош, Шевић је одвео групу миграната у Руско царство.
Шевић је био на челу групе од 3.000 Срба који су се населили у долини реке Северски Доњец. Група коју је Шевић предводио била је друга група српских емиграната у Русију. Прву је предводио Јован Хорват и она се населила на просторе који су једно време називани Новом Србијом. Друга група, на челу са Шевићем и Прерадовићем, успоставила је територију која је названа Славеносрбијом. Име области је предложио Шевић. Мигранти су стигли у Кијев децембра 1752. године. Одбили су да се населе у Новој Србији. Шевић је у пратњи Рајка Прерадовића, команданта славонског Хусарског пука, поднео захтев у Москви Сенату да им додели другу територију за насељавање. Јелисавета је 17. маја 1753. године потписала одлуку да се мигрантима из Поморишја под Шевићем и Прерадовићем дозволи да населе територију између Бахмута и Луганска. Поред Срба, са Шевићем су дошли и Бугари, Аромуни, Власи и Грци. Хорват из Нове Србије се томе противио; тражио је од руског Сената и покушао да их убеди (Шевића и Прерадовића) да се ови населе у Новој Србији, али његови покушаји нису успели. За разлику од Хорватове војске која је била више српског етничког карактера, Шевићева војска је била више интернационалног састава.
Колонисти који су дошли са Шевићем населили су се у области која ће по Шевићевом предлогу бити названа Славеносрбија. Шевић их је укључио у састав другог српски Хусарског пук, назван по њему – Шевићев. Борили су се у војсци Руског царства у ратном периоду, а у периоду мира обрађивали су земљу. Тако су учествовали његови коњаници у Седмогодишњем рату од 1757. године, под командом Стјепана Фјодоровича Апраксина. Када је не само због Хорватове кривице и одговорности кренула реорганизација српских пукова, Славеносрбија је укинута 1764. године, он је 12. августа исте године добио виши чин али и отпуштен из војне службе.
Док је Шевић у Москви радио на организационим питањима, његов син капетан Петар Шевић је на терену формирао 10 рота, око којих ће нићи шанци, као насеља. Команда Шевићевог пука била је у првој роти (чети) званој Красниј Јар. Тај шанац ће касније прерасти у град Луганск, на истоименој реци. До 1764. године генерал Шевић је изградио месну православну цркву посвећену Рођењу Св. Јована Крститеља – празнику Ивандану. У тој богомољи он након упокојења и почива. Генерал Шевић је био богат човек; према извештају из 1758. године поседовао је двор, млин, 20 крда коња и 1365 грла говеда. Како се 1765. године помињу његови „наследници”, претпоставља се да је умро крајем претходне 1764. године.

## Занимљивости
Писац Милош Црњански је описао миграцију у Русију 1752. године у роману Сеобе. Територија некадашње Славеносрбије данас је у саставу украјинске Луганске и Доњецке области. Симеонов син Александар Пишчевић у својим мемоарима детељно описује та насељавања и разлоге сукоба Хорвата и Шевића, око првенства.